# Atletismo nos Jogos Olímpicos de Verão de 2012 - 3000 m com obstáculos feminino
A competição dos 3000 metros com obstáculos feminino nos Jogos Olímpicos de Verão de 2012 aconteceu nos dias 4 e 6 de agosto no Estádio Olímpico de Londres.
Yuliya Zaripova venceu a prova com o tempo de 9m06s72, conquistando a medalha de ouro para a Rússia e marcando sua melhor marca de pessoal. Em 2016 ela teve sua vitória cassada por doping, e a medalha de ouro foi realocada pelo Comitê Olímpico Internacional à tunisiana Habiba Ghribi, então segunda colocada na ocasião.

## Calendário
Horário local (UTC+1).
| Data        | Horário | Fase            |
| ----------- | ------- | --------------- |
| 4 de agosto | 11:35   | Primeira rodada |
| 6 de agosto | 21:05   | Final           |

## Medalhistas
| Ouro   | TUN Habiba Ghribi        |
| Prata  | ETH Sofia Assefa         |
| Bronze | KEN Milcah Chemos Cheywa |

## Recordes
Antes desta competição, os recordes mundiais e olímpicos da prova eram os seguintes:
| Tipo | Atleta                   | Tempo   | Local  | Data                 |
| ---- | ------------------------ | ------- | ------ | -------------------- |
|      | Gulnara Samitova-Galkina | 8:58.81 | Pequim | 17 de agosto de 2008 |
|      | Gulnara Samitova-Galkina | 8:58.81 | Pequim | 17 de agosto de 2008 |

## Primeira fase

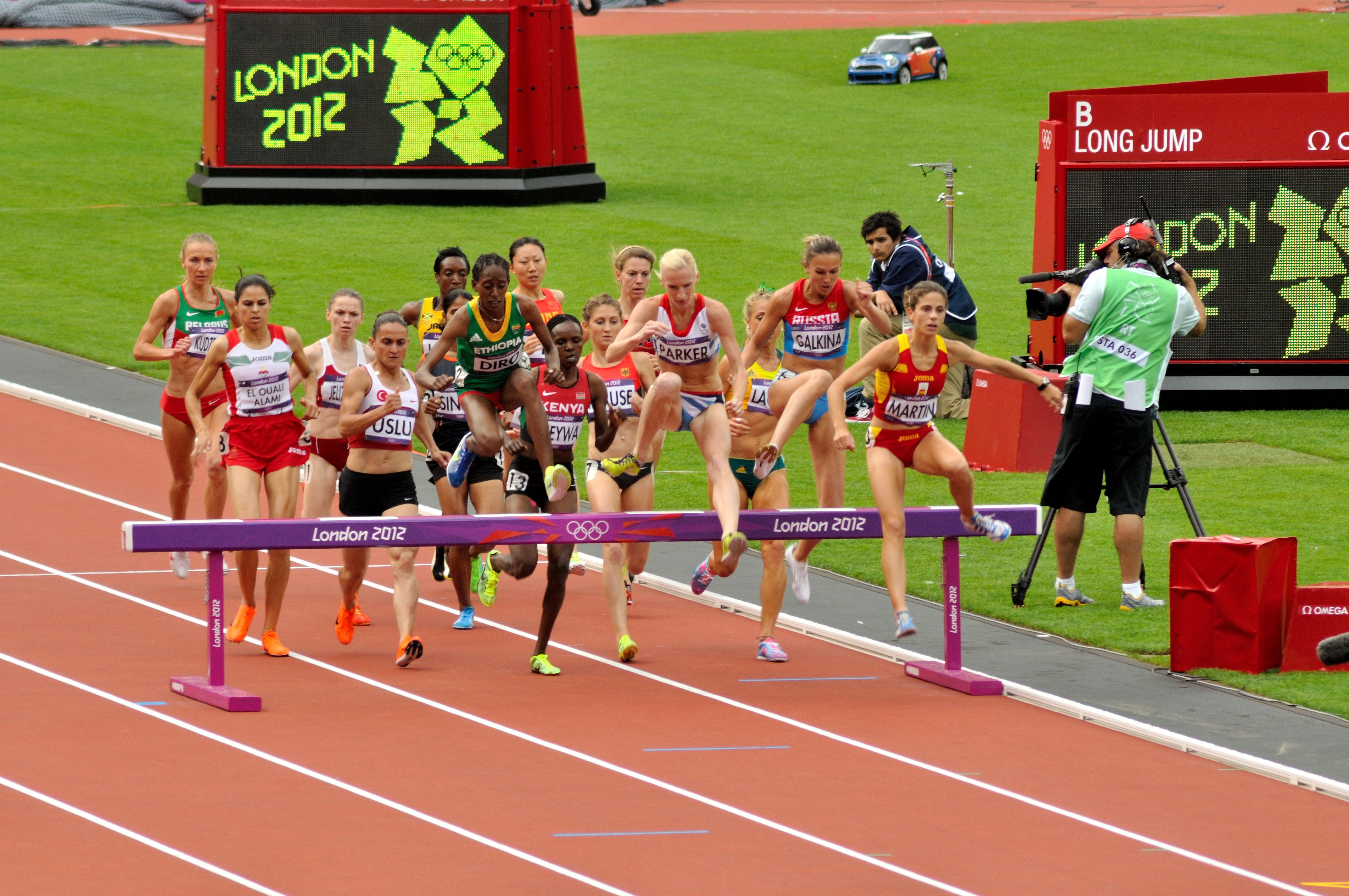
Atletas saltam obstáculo durante uma das disputas.

### Bateria 1
| Pos. | Nome                     | CON                | Tempo    | Notas                |
| ---- | ------------------------ | ------------------ | -------- | -------------------- |
| 1    | Gesa Felicitas Krause    | GER Alemanha       | 9:24.91  | Q,                   |
| 2    | Etenesh Diro             | ETH Etiópia        | 9:25.31  | Q                    |
| 3    | Milcah Chemos Cheywa     | KEN Quênia         | 9:27.09  | Q                    |
| 4    | Poļina Jeļizarova        | LAT Letônia        | 9:27.21  | Q,                   |
| 5    | Gulnara Samitova-Galkina | RUS Rússia         | 9:28.76  | q                    |
| 6    | Barbara Parker           | GBR Grã-Bretanha   | 9:32.07  |                      |
| 7    | Li Zhenzhu               | CHN China          | 9:34.29  | Recorde da temporada |
| 8    | Diana Martín             | ESP Espanha        | 9:35.77  | Recorde pessoal      |
| 9    | Genevieve LaCaze         | AUS Austrália      | 9:37.90  | Recorde pessoal      |
| 10   | Korene Hinds             | JAM Jamaica        | 9:37.95  | Recorde da temporada |
| 11   | Salima El Ouali Alami    | MAR Marrocos       | 9:44.62  |                      |
| 12   | Shalaya Kipp             | USA Estados Unidos | 9:48.33  |                      |
| 13   | Sudha Singh              | IND Índia          | 9:48.86  |                      |
| 14   | Sviatlana Kudzelich      | BLR Bielorrússia   | 9:54.77  |                      |
| —    | Binnaz Uslu              | TUR Turquia        | 10:31.00 | DSQ                  |

### Bateria 2
| Pos. | Nome               | CON                | Tempo    | Notas |
| ---- | ------------------ | ------------------ | -------- | ----- |
| 1    | Sofia Assefa       | ETH Etiópia        | 9:25.42  | Q     |
| 2    | Habiba Ghribi      | TUN Tunísia        | 9:27.42  | Q,    |
| 3    | Emma Coburn        | USA Estados Unidos | 9:27.51  | Q     |
| 4    | Marta Domínguez    | ESP Espanha        | 9:29.71  | Q     |
| 5    | Clarisse Cruz      | POR Portugal       | 9:30.06  | q,    |
| 6    | Yelena Orlova      | RUS Rússia         | 9:33.14  |       |
| 7    | Valentyna Zhudina  | UKR Ucrânia        | 9:37.90  |       |
| 8    | Lydia Rotich       | KEN Quênia         | 9:42.03  |       |
| 9    | Stephanie Reilly   | IRL Irlanda        | 9:44.77  |       |
| 10   | Katarzyna Kowalska | POL Polônia        | 9:48.60  |       |
| 11   | Beverly Ramos      | PUR Porto Rico     | 9:55.26  |       |
| 12   | Cristina Casandra  | ROU Romênia        | 9:58.83  |       |
| 13   | Yin Anna           | CHN China          | 10:09.10 |       |
| 14   | Ángela Figueroa    | COL Colômbia       | 10:25.60 |       |
| —    | Gülcan Mıngır      | TUR Turquia        | 9:47.35  | DSQ   |

### Bateria 3
| Pos. | Nome                  | CON                | Tempo    | Notas |
| ---- | --------------------- | ------------------ | -------- | ----- |
| 1    | Hiwot Ayalew          | ETH Etiópia        | 9:24.01  | Q     |
| 2    | Yuliya Zaripova       | RUS Rússia         | 9:25.68  | Q     |
| 3    | Mercy Wanjiku Njoroge | KEN Quênia         | 9:25.99  | Q     |
| 4    | Antje Moldner-Schmidt | GER Alemanha       | 9:26.57  | Q,    |
| 5    | Bridget Franek        | USA Estados Unidos | 9:29.86  | q     |
| 6    | Ancuța Bobocel        | ROU Romênia        | 9:31.06  |       |
| 7    | Dorcus Inzikuru       | UGA Uganda         | 9:35.29  |       |
| 8    | Sandra Eriksson       | FIN Finlândia      | 9:50.71  |       |
| 9    | Eilish McColgan       | GBR Grã-Bretanha   | 9:54.36  |       |
| 10   | Kaltoum Bouaasayriya  | MAR Marrocos       | 9:58.77  |       |
| 11   | Silvia Danekova       | BUL Bulgária       | 9:59.52  |       |
| 12   | Svitlana Shmidt       | UKR Ucrânia        | 10:01.09 |       |
| 13   | Özlem Kaya            | TUR Turquia        | 10:03.52 |       |
| 14   | Matylda Szlęzak       | POL Polônia        | 10:08.84 |       |

## Final

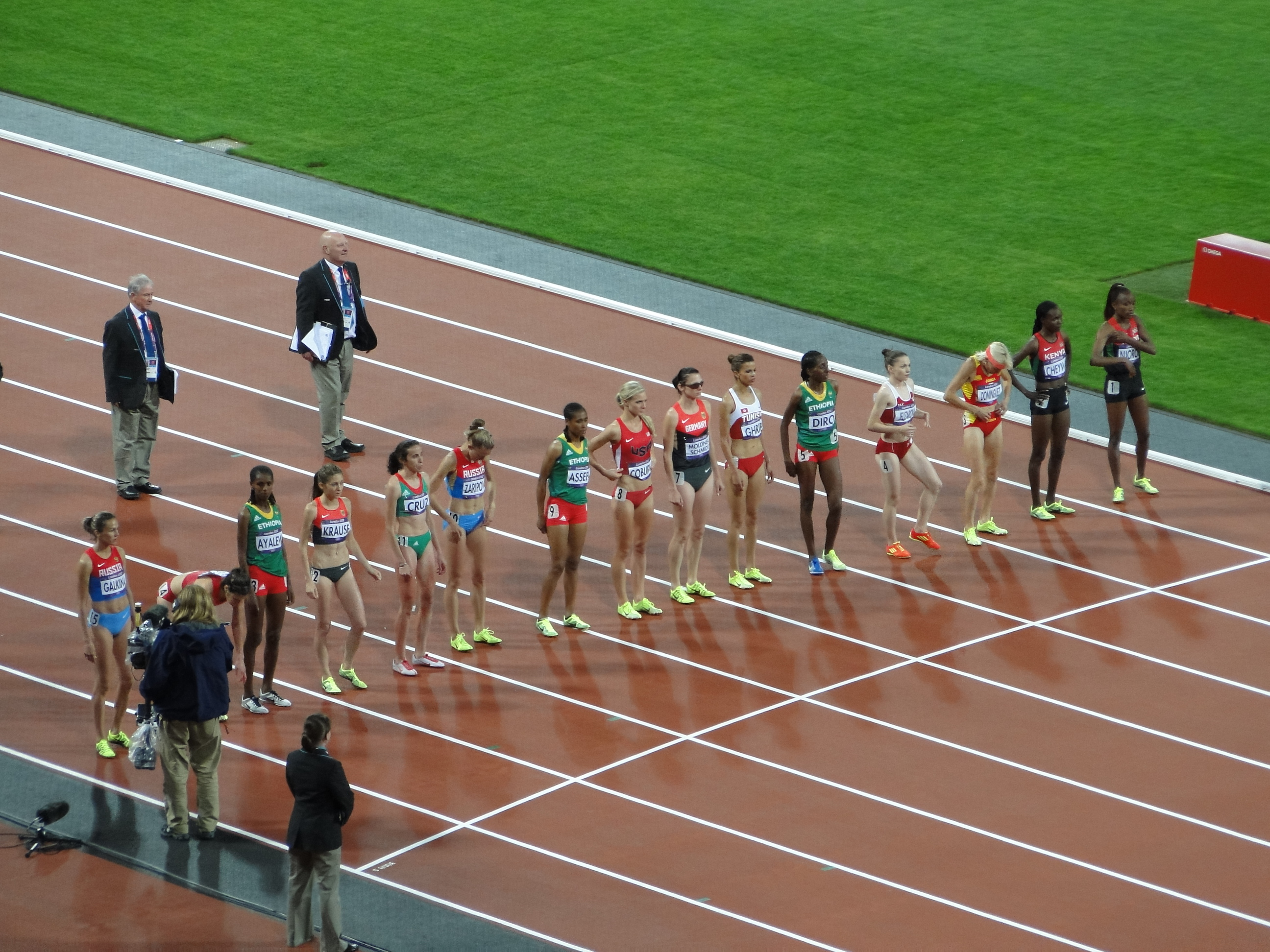
Atletas antes da largada para a final.

| Pos.              | Nome                     | CON                | Tempo   | Notas                |
| ----------------- | ------------------------ | ------------------ | ------- | -------------------- |
| Medalha de ouro   | Habiba Ghribi            | TUN Tunísia        | 9:08.37 | Recorde nacional     |
| Medalha de prata  | Sofia Assefa             | ETH Etiópia        | 9:09.84 |                      |
| Medalha de bronze | Milcah Chemos Cheywa     | KEN Quênia         | 9:09.88 |                      |
| 4                 | Hiwot Ayalew             | ETH Etiópia        | 9:12.98 |                      |
| 5                 | Etenesh Diro             | ETH Etiópia        | 9:19.89 | Recorde pessoal      |
| 6                 | Antje Moldner-Schmidt    | GER Alemanha       | 9:21.78 | Recorde da temporada |
| 7                 | Gesa Felicitas Krause    | GER Alemanha       | 9:23.52 | Recorde pessoal      |
| 8                 | Emma Coburn              | USA Estados Unidos | 9:23.54 | Recorde pessoal      |
| 9                 | Mercy Wanjiku Njoroge    | KEN Quênia         | 9:26.73 |                      |
| 10                | Clarisse Cruz            | POR Portugal       | 9:32.44 |                      |
| 11                | Poļina Jeļizarova        | LAT Letônia        | 9:38.56 |                      |
| 12                | Bridget Franek           | USA Estados Unidos | 9:45.51 |                      |
| —                 | Gulnara Samitova-Galkina | RUS Rússia         | —       | DNF                  |
| —                 | Yuliya Zaripova          | RUS Rússia         | 9:06.72 | DSQ                  |
| —                 | Marta Domínguez          | ESP Espanha        | 9:36.45 | DSQ                  |

Legenda
| Recorde mundial      | Recorde mundial (World record)               |                       | Recorde africano                      | Recorde africano (African) |                                           | Q | Classificado por posição (Qualified) |
| Recorde olímpico     | Recorde olímpico (Olympic record)            | Recorde da América    | Recorde da América (Americas)         | q                          | Classificado por melhor tempo (Qualified) |   |                                      |
| Melhor marca do ano  | Melhor marca do ano (World leading)          | Recorde asiático      | Recorde asiático (Asian)              | DNS                        | Não largou (Did not start)                |   |                                      |
| Recorde nacional     | Recorde nacional (National record)           | Recorde europeu       | Recorde europeu (European)            | DNF                        | Não terminou (Did not finish)             |   |                                      |
| Recorde pessoal      | Recorde pessoal do atleta (Personal best)    | Recorde da Oceania    | Recorde da Oceania (Oceania)          | DSQ / DQ                   | Desclassificado (Disqualified)            |   |                                      |
| Recorde da temporada | Recorde da temporada do atleta (Season best) | Recorde sul-americano | Recorde sul-americano (South America) | NM                         | Sem marca (No mark)                       |   |                                      |